# Acer d’emmotllament
L'acer al carboni és un aliatge d'ús exclusiu a la foneria, que no perd significativament l'elasticitat, tot i que és menys fusible i fluid, i amb major retracció i menys regular que la fosa.